# Segismundo Báthory
Conde Segismundo Báthory de Somlya (en húngaro: Báthory Zsigmond) (Nagyvárad, Transilvania 20 de marzo de 1572 -  Libochovice, Bohemia 27 de marzo de 1613) fue un Noble húngaro, Príncipe de Transilvania (1588–1602).

## Biografía
Nació en 1572 en Nagyvárad, sus padres eran Cristóbal Báthory (el capitán general de Várad en aquella época) e Isabel Bocskai. Tras la muerte de su padre en mayo de 1581, Segismundo fue elegido como voivoda de Transilvania por la Gran Asamblea de Kolozsvár, puesto que Esteban Báthory, su tío, quien era no solo Rey polaco, sino también Príncipe de Transilvania, deseaba que existiese una continuidad en el reinado con la familia. Tras la muerte de Esteban en 1586, Segismundo pasó a ser el nuevo gobernante transilvano absoluto, pero debido a su minoría de edad permaneció bajo tutela del noble Juan Ghyczy hasta 1588, cuando hizo el juramento de Príncipe y gobernó independientemente.
Su tío, Esteban Bocskai y Alfonso Carillo, un religioso jesuita persuadieron a Segismundo de romper relaciones con el Consejo del Sultán y mandó a ejecutar a varios nobles húngaros partidarios de los turcos en 1594, intentando con estas acciones, alejárse de la influencia otomana. El 28 de enero de 1595 firmó un tratado con el emperador germánico y rey húngaro Rodolfo II, y posteriormente el 6 de agosto tomó por esposa a la Archiduquesa María Cristina de Habsburgo. De esta manera afianzó los lazos con el mundo Cristiano católico en la figura del emperador germánico.
Segismundo movilizó el ejército transilvano y retomó de los otomanos las ciudades de Lipova y Jenő, y luego el 28 de octubre venció al gran Vizir turco junto a Gyurgyevó, con la ayuda del voivoda valaco Miguel el Valiente. Por otra parte, el 26 de octubre de 1596 los ejércitos transilvanos y germánicos unificados fueron derrotados por los turcos cerca de Mezőkeresztes.
Segismundo pronto se percató de que no podía defender su país de la ira de los otomanos, en 1597 le entregó el Principado transilvano al emperador germánico y se marchó a Praga, renunciando al título de Príncipe. Sin embargo lamentó su decisión y el 20 de agosto de 1598 regresó y con un golpe militar recuperó el trono transilvano, pero por presión externa en marzo de 1599 volvió a renunciar a su cargo a favor de Andrés Báthory.
Luego del asesinato de Báthory, Segismundo fue nombrado Príncipe nuevamente el 4 de febrero de 1601 y se alió al poco tiempo a la nobleza húngara que estaba harta de los ejércitos mercenarios de Giorgio Basta, un general enviado a Transilvania por el emperador germánico para derrocar a Miguel el Valiente, quien había usurpado el trono en 1599. El 3 de agosto los ejércitos de los nobles húngaros de Segismundo, conducidos por Moisés Székely y Esteban Csáky fueron vencidos por Basta y Miguel el Valiente. Posteriormente en junio de 1602 se sucedieron varias batallas menores tras las cuales renunció por cuarta vez al trono, siendo electo Moisés Székely como Príncipe de Transilvania.
A partir de esto, vive en Bohemia y recibía una pensión de 50.000 monedas de oro anuales y vivía cerca de la ciudad de Praga. En 1605 los nobles querían colocarlo como figura de oposición de Esteban Bocskai, pero Segismundo no lo aceptó. Segismundo muere el 27 de marzo de 1613 en las cercanías de Praga.
| Predecesor: Esteban Báthory | Príncipe de Transilvania 1588 - 1602 | Sucesor: Moisés Székely |

## En el cine
1. Segismundo Báthory aparece como uno de los personajes de la película "Mihai Viteazul" (1970), protagonizada por el famoso actor rumano Amza Pellea  y cuyo papel fue interpretado por Ion Besoiu .